# 구로기 마사토
구로기 마사토(일본어: 黒木 聖仁, 1989년 10월 24일 ~ )는 일본의 축구 선수이다.

## 구단 경력
그는 2008년부터 2021년까지 J리그의 세레소 오사카, V-파렌 나가사키, 방포레 고후, 교토 상가 FC, 카탈레 도야마에서 활동하였다.

## 국가대표팀 경력
그는 2010년 아시안 게임에 참가할 일본 U-23 국가대표팀에 발탁되었으며, 금메달 획득에 기여했다.